# ВЭБ.РФ
ВЭБ.РФ (Государственная корпорация развития «ВЭБ.РФ»; до 2018 года — Внешэкономбанк; до 1988 года — Внешторгбанк СССР) — российская государственная корпорация развития, обеспечивающая финансирование социально-экономических проектов, главный институт развития России.
Функционирует на основании специального федерального закона «О государственной корпорации развития ВЭБ.РФ». Согласно меморандуму о финансовой политике ВЭБ.РФ участвует в реализации национальных проектов, направленных на выполнение майского указа Президента. В числе принципов деятельности – отсутствие конкуренции с коммерческими банками, открытость, безубыточность при финансировании проектов.
Основная задача – способствовать долгосрочному экономическому развитию России. В партнёрстве с коммерческими банками ВЭБ.РФ занимается финансированием масштабных проектов, направленных на развитие инфраструктуры, промышленности, социальной сферы, укрепление технологического потенциала и повышение качества жизни людей. Играет лидирующую роль в системе институтов развития России (так называемой «Группе развития»), в число которых входят Роснано, Фонд «Сколково», Российский экспортный центр, Корпорация МСП, Фонд развития промышленности, Фонд содействия инновациям и другие институты развития. Выступает методологическим центром по ESG и «зелёному» финансированию.
В связи со вторжением России на Украину, корпорация находится под международными санкциями Евросоюза, США, Великобритании и ряда других стран

## История
С 1922 года до 2007 года организация функционировала как государственный банк внешнеэкономической деятельности СССР (с 1992 года — России) (в разные периоды носила названия «Банк для внешней торговли СССР» (Внешторгбанк СССР, ВТБ, не путать с современным банком ВТБ, основанным в России в 1990 году), «Банк внешнеэкономической деятельности СССР» (Внешэкономбанк СССР, ВЭБ), «Банк внешнеэкономической деятельности России» (Внешэкономбанк России, ВЭБ). В советское время кредитная организация проводила расчёты по экспортно-кредитным операциям, руководила сетью заграничных банков, обслуживала внешний долг СССР. С 2003 года ВЭБ также стал управляющей компанией по доверительному управлению средствами пенсионных накоплений.

Логотип 2002—2014 годов

17 мая 2007 года президент РФ Владимир Путин подписал специальный закон «О банке развития», в рамках которого Внешэкономбанк России был преобразован в банк развития «Внешэкономбанк». Основные направления деятельности регулируются Меморандумом о финансовой политике, утверждаемым правительством РФ. Банковской лицензии не имеет, законодательство о банках и банковской деятельности распространяется на деятельность ВЭБа в части, не противоречащей ФЗ «О банке развития».

Логотип 2014—2018 годов

Задачами ВЭБа стали повышение конкурентоспособности и диверсификация российской экономики, стимулирование инвестиционной деятельности. За 10 лет реализовано 200 инвестиционных проектов общей стоимостью более 4 трлн рублей. Среди реализованных проектов ВЭБа: создание Богучанской ГЭС, ведущего на мировом рынке комплекса по производству полипропилена в Тобольске, олимпийских объектов в Сочи, крупнейшего в Европе нефтеналивного терминала в Усть-Луге, нефтехимического комплекса «Аммоний» в Татарстане, трассы «Западный скоростной диаметр», самолётов Sukhoi Superjet 100, поддержка инвестиционной программы АвтоВАЗа до 2020 года, а также финансирование экспорта.
В 2015 г. финансовое положение ВЭБа серьёзно ухудшилось в связи с большим объёмом проблемных активов в кредитном портфеле (в том числе олимпийских объектов, предприятий на Украине) и закрытием западных рынков капитала. На докапитализацию ВЭБа, включая погашение внешнего долга, требовалось 1,5 трлн руб. Правительство рассматривало много вариантов вплоть до закрытия банка. Но организация была спасена благодаря поддержке Правительства РФ — ВЭБ получил от государства более 280 млрд руб..
В декабре 2016 года была принята новая стратегия развития ВЭБа до 2021 года. Приоритетами банка как института развития определены отрасли догоняющего и опережающего развития, в которых Россия может быть мировым лидером. Приоритетными сферами инвестиций являются инфраструктура, инновации и высокие технологии и НТИ, поддержка несырьевого экспорта, диверсификация ОПК на выпуск гражданской продукции, промышленность высоких переделов.
В марте 2018 года председатель правительства РФ Дмитрий Медведев поручил создать на базе ВЭБа «фабрику проектного финансирования» для поддержки и развития промышленных производств и инфраструктуры. Через год в рамках Российского инвестиционного форума в Сочи было объявлено о запуске «фабрики». Её механизм предусматривает финансирование проектов через инструмент синдицирования (когда участвуют несколько банков) по принципу «80 на 20», где 20 % — собственные средства инициатора проекта, 80 % — заёмные средства, синдицированные через транши для снижения рисков участников проекта.
Указом Президента РФ 24 мая 2018 года председателем ВЭБа был назначен Игорь Шувалов. Ранее (с мая 2012 года) он входил в Наблюдательный совет банка развития, активно участвовал в формировании повестки ВЭБа, его дочерних организаций, в создании механизма фабрики проектного финансирования и принятия нового Закона «О банке развития». И Владимир Путин, и Дмитрий Медведев назвали ВЭБ одним из ключевых исполнителей нацпроектов и задач, поставленных майским указом Президента: за пять лет ВЭБ может принять участие в проектах на 3 трлн руб., а с учётом коммерческих банков-партнёров вложит в экономику страны в 3-4 раза больше.
28 ноября 2018 года Президент РФ подписал закон о новом наименовании и функциях ВЭБа. Банк развития «Внешэкономбанк» был преобразован в государственную корпорацию развития «ВЭБ.РФ». Кроме того, на основании решения Правительства Российской Федерации ВЭБ.РФ наделён новыми полномочиями по организации и координации деятельности институтов развития по вопросам обеспечения долгосрочного социально-экономического развития страны.
21 декабря 2018 года премьер-министр Дмитрий Медведев утвердил постановление о подписном капитале «ВЭБ.РФ», позволяющее госкорпорации получить до 300 млрд руб. для финансирования новых проектов. Кроме того, Правительство РФ объявило о предоставлении ВЭБ.РФ 600 млрд рублей в виде имущественных взносов для погашения внешнего долга. В апреле 2019 года ВЭБ.РФ получил новый источник длинных денег — правительство разрешило корпорации привлекать депозиты бюджета не на год, а на пять лет.
В 2018—2019 годах были сокращены 2,5 тысячи чиновников, дочерние компании «ВЭБ Капитал», «ВЭБ-лизинг» и «ВЭБ-сервис» после оптимизации вошли в состав материнской организации, сопровождающие функции были переведены в специально созданный сервисный центр в Воронеже. Основным принципом новой структуры госкорпорации стало снижение бюрократических барьеров, создание условий для горизонтального взаимодействия внутри команды. По всей группе компаний ВЭБ.РФ оптимизация персонала составила 5 тысяч человек — с 8 тысяч сотрудников штат снизился до 3 тысяч.
В 2019 году, в рамках «фабрики проектного финансирования» ВЭБ.РФ вошёл в освоение Удоканского месторождения меди (участие корпорации — $490 млн), создание производства серной кислоты на площадке «Куйбышевазота» и расширение мощностей «Щекиноазота» по выпуску метанола (совокупное участие корпорации — 8,5 млрд руб.). ВЭБ.РФ начал финансирование проекта строительства шести крупнотоннажных судов на суперверфи «Звезда» под Владивостоком. На Петербургском международном экономическом форуме 2019 года ВЭБ.РФ и «Стройпроектхолдинг» Аркадия Ротенберга (владеет 94 % «Мостотреста») объявили о создании совместного предприятия — крупнейшего в России игрока на рынке инфраструктурного финансирования и строительства. Также на форуме ВЭБ.РФ, Газпромбанк и Сбербанк объявили о финансировании разработки Талицкого участка Верхнекамского калийного месторождения в Пермском крае.
Игорь Шувалов также договорился о безвозмездной передаче непрофильного для госкорпорации «Связь-банка» государству при условии, что ВЭБ.РФ заберёт у банка все плохие активы. Долг перед ЦБ в 212 млрд руб. был реструктурирован. Государство, получив «Связь-банк», передало его «Промсвязьбанку».
23 ноября 2020 года председатель правительства РФ Михаил Мишустин объявил о начале реформы институтов развития в России, которая позволит сделать институты развития более эффективными и переориентировать их на достижение национальных целей развития России. Реформа предполагает формирование крупного инвестиционного блока на базе ВЭБ.РФ. Под управление госкорпорации перейдут: Корпорация по развития малого и среднего предпринимательства, Российский экспортный центр, Российское агентство по страхованию экспортных кредитов и инвестиций (ЭКСАР), «Роснано», Фонд «Сколково», Фонд содействия развитию малых форм предприятий в научно-технической сфере, Фонд инфраструктурных и образовательных программ, Фонд развития промышленности.

## Санкции
В феврале 2022 года в связи с вторжением России на Украину вместе со своими дочерними компаниями включена в санкционный список США особо обозначенных граждан и заблокированных лиц, предусматривающий максимально возможные ограничения и полную заморозку активов. Банк также отключили от системы межбанковских платежей SWIFT. Включён в санкционный список Сингапура. В ВЭБ.РФ заявили, что санкции не повлияли на работу организации, поскольку её деятельность сосредоточена в России.
23 февраля 2022 года корпорация включена в санкционные списки Евросоюза за связи с компаниями оборонной промышленности, в том числе с Ростехом и поэтому «активно поддерживает, материально или финансово, или выгоды от российских лиц, ответственных за аннексию Крыма или дестабилизацию Восточной Украины».
Кроме того, корпорация включена в санкционные списки Великобритании, Канады, Швейцарии, Австралии, Японии, Украины и Новой Зеландии.

## Руководство
Высшим коллегиальным органом ВЭБ.РФ является наблюдательный совет. Его возглавляет вице-премьер Дмитрий Григоренко. В составе набсовета также Антон Силуанов, Юрий Борисов, Максим Решетников, Андрей Белоусов, Дмитрий Чернышенко, Максим Орешкин, Марат Хуснуллин и Игорь Шувалов.
Председателем государственной корпорации «ВЭБ.РФ» с 2018 года является Игорь Шувалов.
Бывшие председатели Внешэкономбанка:
- Таратута, Виктор Константинович (1924—1926)
- Данишевский, Карл Христианович (1926—1928)
- Сванидзе, Александр Семёнович (1930-е годы)
- Чернышёв, Павел Михайлович (1940-е годы)
- Коровушкин, Александр Константинович (1950—1955)
- Назаркин, Константин Иванович (1955—1960)
- Свешников, Мефодий Наумович (1961—1970)
- Иванов, Юрий Александрович (1970—1987)
- Московский, Юрий Сергеевич (1987—1992)
- Полетаев, Юрий Владимирович (1992—1993)
- Рюмин, Валерий Павлович (22 — 28 декабря 1993)
- Носко, Анатолий Петрович (28 декабря 1993 / 14 июня 1994 — 8 февраля 1996)
- Ачкасов, Андрей Иванович (1996, и. о.)
- Костин, Андрей Леонидович (18 октября 1996 — 10 июня 2002)
- Чернухин, Владимир Анатольевич (10 июня 2002 — 27 мая 2004)
- Дмитриев, Владимир Александрович (27 мая 2004 — 26 февраля 2016)
- Горьков, Сергей Николаевич (26 февраля 2016 — 24 мая 2018)

## Деятельность
С принятием в 2007 году закона «О банке развития» главным направлением деятельности ВЭБа стало финансирование крупных инвестиционных проектов, которые по тем или иным причинам не могут быть реализованы за счёт коммерческих банков. Согласно меморандуму о финансовой политике, ВЭБ предоставляет преимущественно среднесрочное (от 1 года до 3) и долгосрочное (более 3 лет) финансирование на невозвратной основе. С 2018 года ВЭБ.РФ определил для себя три основных направления инвестирования — это инфраструктура, высокотехнологичная промышленность и экспорт, а также городская экономика.
Среди профинансированных ВЭБом проектов — строительство Западного скоростного диаметра в Санкт-Петербурге, создание автомобильного завода СП Ford-Соллерс, реконструкция Хабаровского НПЗ и аэропортов Пулково, Шереметьево, Курумоч, Кольцово, Кневичи, Сочи, строительство Богучанской ГЭС и завода по производству полипропилена в Тобольске, трассы Москва — Санкт-Петербург, порта Усть-Луга, реконструкция Нижнетуринской ГРЭС, разработка и организация серийного производства самолётов МС-21, развитие Брянской мясной компании под брендом «Мираторг», создание Тихвинского вагоностроительного завода, строительство АЭС в Белоруссии и завода по сжижению газа «Ямал СПГ». ВЭБ входил в число основных кредиторов строительства олимпийской инфраструктуры в Сочи, инвестировав 90 млрд руб. в более чем 17 объектов, в том числе олимпийскую деревню и горнолыжный комплекс «Роза Хутор». Кроме того, только в 2018 году ВЭБ.РФ направил на поддержку российского экспорта 150 млрд руб.
В 2020 году совместно с корпорациями «Ростех» и «Росатом» компания заключила соглашение о строительстве 25 заводов по энергетической утилизации твёрдых коммунальных отходов. Соглашение действует в течение 5 лет, до мая 2025 года. Первый завод планируется построить к концу 2022 года.
ВЭБ.РФ выступает также государственной управляющей компании пенсионными накоплениями «молчунов» (тех граждан, чьи средства находятся в Пенсионном фонде России, а не в негосударственных пенсионных фондах). Доходность инвестирования ВЭБом пенсионных накоплений за 2018 год составила 6,07 % годовых, что превышает инфляцию (по данным Росстата, она составила 4,3 %). При этом совокупная доходность крупнейших российских негосударственных пенсионных фондов (НПФ) оказалась существенно меньше инфляции.
Корпорация осуществляет координацию деятельности нескольких институтов развития — Российского экспортного центра, Дом. РФ, Корпорации МСП.
В Группу ВЭБ.РФ входят: «ИнфраВЭБ», венчурная компания «VEB Ventures», Фонд развития моногородов «Моногорода. РФ», Фонд развития Дальнего Востока и Арктики, Российский экспортный центр, инжиниринговая компания «Инжиниринг. РФ» (совместное предприятие ВЭБ.РФ и «Национальной инжиниринговой корпорации»), белорусский «Банк БелВЭБ», украинский «Проминвестбанк», интернет-компания «Развивай. РФ» (совместное предприятие с VK), Национальный центр ГЧП и инфраструктурная компания «Нацпроектстрой». ВЭБ.РФ принадлежит 25 %+1 акция негосударственного пенсионного фонда «Благосостояние» (другие владельцы — РЖД и Газпромбанк) и 75 % футбольного клуба «ЦСКА», который ВЭБ.РФ пришлось спасать от экономического кризиса, переведя многомиллионный долг за строительство стадиона в акции.
Кроме всего прочего ВЭБ.РФ осуществляет функции агента Правительства Российской Федерации в соответствии с федеральными законами о федеральном бюджете на соответствующий финансовый год и плановый период, а также соглашением от 25 декабря 2009 г. № /04-472 между Минфином России и ВЭБ.РФ о выполнении функций агента Правительства Российской Федерации.
С 2019 по 2024 год при участии ВЭБ.РФ было реализовано 450 проектов общей стоимостью 12 трлн рублей. В 2024 году руководством организации было запланировано увеличить объем активов с 2,5% ВВП РФ до 5% ВВП РФ. К концу этого года объем поддержанных проектов должен превысить целевые 17 млрд и достичь 22 млрд.

## Оптимизация институтов развития
23 ноября 2020 года председатель правительства РФ Михаил Мишустин анонсировал оптимизацию институтов развития. Реформа предполагает формирование крупного инвестиционного блока на базе ВЭБ.РФ. Планируется, что под управление госкорпорации перейдут: Корпорация по развития малого и среднего предпринимательства, Российский экспортный центр, Российское агентство по страхованию экспортных кредитов и инвестиций (ЭКСАР), «Роснано», Фонд «Сколково», Фонд содействия развитию малых форм предприятий в научно-технической сфере, Фонд инфраструктурных и образовательных программ, Фонд развития промышленности.
Эксперты российского финансового рынка считают, что реформа институтов развития под эгидой ВЭБ.РФ и управленческий опыт Игоря Шувалова позволят скоординировать работу институтов с видением правительства России по реализации национальных задач, а сама госкорпорация станет аналогом Международного и Европейского банков реконструкции и развития. Так, по словам главы комитета Госдумы по финансовому рынку, председателя совета Ассоциации банков России Анатолия Аксакова, проведение такой реформы — это стратегически верное решение, а под эгидой ВЭБ.РФ система управления институтами развития станет более эффективной и будет подчинена одной цели — достижению национальных целей. Главный экономист Альфа-банка, руководитель центра макроэкономического анализа Наталия Орлова считает, что именно опыт председателя ВЭБ.РФ Игоря Шувалова позволит скоординировать работу всех институтов развития и реализовать те задачи, которые ставит правительство в рамках национальных проектов.
В отчете международного рейтингового агентства Moody’s отмечается, что объявленная правительством реформа институтов развития повысит стратегическую роль ВЭБ.РФ. Эксперты агентства полагают, что функции организаций будут перераспределены между федеральными органами власти и ВЭБ.РФ, первые, предположительно, будут определять политику, а госкорпорация будет отвечать за её реализацию. По мнению аналитиков агентства, это устранит многократное дублирование функций правительства и различных институтов развития, и также расширит сферу деятельности ВЭБ.РФ, повысит его практическую роль в принятии решений, а стратегическая важность ВЭБа возрастет после реализации плана правительства. В Moody’s считают, что изменения с участием ВЭБ.РФ являются наиболее существенными и фундаментальными с точки зрения масштабов их влияния на экономику страны и эффективности вовлечения институтов развития.

## Координация действий и сокращение издержек
Объединение институтов развития и ликвидация части фондов позволят более эффективно тратить госсредства, а также избавят от дублирующих функций, поясняет Аксаков. «У нас постоянно возникают пересечения по разным вопросам, в связи с этим не всегда эффективно используются ресурсы. Когда одно направление ведет несколько институтов развития, ничего хорошего в этом нет», — отмечает депутат.
Также реформа позволит избежать возможных рисков, связанных с необходимостью докапитализации институтов развития на фоне непростой ситуации в экономике.
«Мне кажется, что на ближайшее время у правительства цель максимально инвентаризировать расходы, чтобы купировать риск возникновения форс-мажорных, непредвиденных обязательств. В частности, с институтами развития очень часто были связаны такие сюрпризы, когда возникала потребность в докапитализации. Поэтому, мне кажется, первоочередная задача — инвентаризировать деятельность всех институтов, которые есть и, по возможности, убрать дублирующие функции, которые наверняка есть при таком количестве институтов, сократить расходы», — считает главный экономист Альфа-банка, руководитель центра макроэкономического анализа Наталия Орлова.

## Финансовые показатели
В 2018 году по оценкам аналитиков и исходя из закона о госкорпорации, прибыльность не является приоритетом для ВЭБ.РФ как корпорации развития, а не коммерческой структуры. Чистая прибыль по РСБУ по итогам 2018 года составила 3,85 миллиардов рублей (после убытка 200,4 миллиардов рублей годом ранее), а по МСФО в 2018 году чистый убыток составил 175,8 миллиарда рублей. Чистый убыток ВЭБ.РФ за 9 месяцев 2019 года по МСФО составил 18,6 миллиардов рублей, сократившись почти в 4 раза по сравнению с убытком 69,6 миллиардов рублей за аналогичный период 2018 года.

### Рейтинговые оценки
- Рейтинговое агентство АКРА в 2017 году присвоило ВЭБ.РФ рейтинговую оценку AAA(RU) со стабильным прогнозом. Рейтинг ежегодно подтверждается (2018-2025)[74].
- Рейтинговое агентство «Эксперт РА» в 2024 году присвоило ВЭБ.РФ рейтинговую оценку ruAAA со стабильным прогнозом[75].

## Индекс качества жизни в городах России
В 2021 году команда ВЭБ.РФ представила инструмент для оценки качества жизни в городах - Индекс ВЭБ.РФ. Его задача — давать инвесторам аналитические данные для принятия решений при запуске инвестиционных проектов с точки зрения их влияния на экономику конкретных городов и качество жизни их населения. В системе более 200 показателей разным направлениям городской жизни: здоровье, образование, доход и работа, жилищные условия и др. По оценке экспертов, Индекс качества жизни в городах России помогает понять, где инвестиции дадут наибольший эффект для общества. По словам Игоря Шувалова, индекс позволяет финансировать проекты умно, чтобы общественное благо конвертировалось в качество жизни.

## ESG
В феврале 2020 года по поручению Правительства Российской Федерации ВЭБ.РФ стал разработчиком национальной системы зелёного финансирования, призванной трансформировать российский рынок в соответствии с целями Парижского соглашения по климату. Стандарт разрабатывается на основе международных критериев международной ассоциации рынков капитала (ICMA), некоммерческой организации в области зеленых финансов Climate
Bonds Initiative (CBI) и задач национального проекта «Экология».
В рамках создания системы к маю 2021 года было подготовлено пять документов, которые были переданы на рассмотрение правительства.
Распоряжением Правительства Российской Федерации от 18 ноября 2020 г. №3024‑р ВЭБ.РФ определён в качестве методологического центра по финансовым инструментам устойчивого развития.
В 2021 году ESG-направление было расширено: понятие и задачи «социального предпринимательства» включены в закон «О государственной корпорации развития „ВЭБ.РФ“». Для института развития зафиксирована приоритетность достижения общественно полезных экономических и социальных целей развития, создания условий для решения социальных проблем граждан и общества над задачей по получению дохода.